# Gordon Duncan
Gordon Duncan (1964 – Pitlochry, 14 dicembre 2005) è stato un musicista britannico.
Gordon Duncan è stato uno dei primi, di una giovane generazione di pipers scozzesi, che ha aperto la scena ad un approccio più innovativo della cornamusa.

## Biografia
Gordon Duncan iniziò a suonare all'età di 8 anni, sotto l'ala di Bill Hepburn (pipe major in quel tempo della Turriff and District Pipe Band) poi fu suo padre e in seguito suo fratello maggiore Ian Duncan a occuparsi di lui, fino a diventare un piper di grande successo e un altrettanto valido pipe major.
Già da ragazzo comincio a mostrare le sue stupefacenti abilità, piazzandosi ai massimi livelli come junior competitor, finché, all'età di 17 anni decise di focalizzarsi maggiormente sulla scena folk. Ha registrato e suonato con alcune delle compagini più importanti del panorama dello scottish folk come Wolfstone, Tannahill Weavers, Ceolbag e la Dougie MacLenan Band.
Nonostante il suo grande successo nella folk music Gordon ha continuato a partecipare a competizioni locali e su invito, come la MacAllan Competition dove i pipers danno mostra della loro bravura in differenti tipi di musica di ambito celtico facendo vedere tutti i loro virtuosismi.
Nel 1993 venne invitato ad una competizione per giovani piper (che per la cronaca vinse), nelle sale del College of piping a Glasgow; in questa occasione il principale della scuola, il pluridecorato Seumas MacNeill pronuncio alla radio, riferendosi alla musica di Gordon, la famosa frase "Se questo è il piping contemporaneo è ora di riprendere in mano il fiddle".
Solo un anno dopo, nel 1994, Gordon pubblicò il suo primo album da solista (il primo disponibile su larga scala dopo una prima raccolta di brani precedentemente incisa) intitolandolo "Just for Seumas", con un chiaro riferimento proprio all'episodio dell'anno precedente.
Il disco spazia da una raccolta di brani tradizionali per competizioni come marce 2/4 oppure hornpipe (il primo brano presentato è composto proprio da due hornpipe provenienti dalla raccolta personale di Seumas MacNeill) ad arrangiamenti e combinazioni meno puriste, come era nel suo stile, inserendo, tra l'altro, anche altri strumenti (batteria, chitarra e bouzouki).
Alla fine di questo viaggio musicale si arriva ad una track finale: un set di Gordon portato a livelli di tecnica ineguagliabili, accompagnato da un beat di tamburi che crea davvero un'atmosfera fantastica e nel quale si sente in sottofondo ad un certo punto quello che all'epoca venne visto come un vero e proprio sacrilegio; Gordon, infatti, aveva inserito il primo rigo del primo ground del Piobaireachd "Lament for Mary MacLeod" come armonia sullo sfondo di un reel. La reazione di MacNeill all'album non venne mai conosciuta.
Subito dopo Just for Seumas incide "Circular Breath", con Gerry O'Connor al banjo; grande innovazione dell'album è che quasi tutte le composizioni suonate appaiano come spartito all'interno della copertina.
Sebbene tutti i pipers conoscessero da centinaia di anni che è possibile manipolare il chanter della cornamusa per ottenere alterazioni al di fuori della scala misolidia propria della Great Highland Bagpipe, questa caratteristica non venne mai utilizzata o considerata fino al 1980, quando pochi pipers iniziarono a pensare di poterla sfruttare. Duncan fu proprio uno dei primi tra tali innovatori a presentarci un sorprendente reel in A minore "Andy Renwick's Ferret" che comparve alla fine degli anni ottanta.
Duncan ha continuato a cercare ispirazione da tutte le fonti per il suo ultimo album, "Thunderstruck", uscito nel 2003 dove ci presenta la sorprendente "Belly Dancer", un pezzo inedito e "thunderstruck" (da cui il nome dell'album) sviluppando un famoso riff di un pezzo del gruppo rock AC/DC, con il quale ha dimostrato di avere ancora molto da dire in ambito musicale.
Ma dietro questo grande artista e piper si nascondeva una persona fragile, logorata dalle continue critiche dei puristi che gli puntavano il dito contro e lo accusavano di corrompere una musica fino ad allora restata pura da qualsivoglia altra cotaminazione musicale. Tutto ciò portò Gordon sulla strada dell'alcool fino a che il 14 dicembre 2005 nella sua casa di Pitlochry sopraffatto dalla frustrazione decise di togliersi la vita.

## Discografia parziale

### Album
- 1990 - From The Heart (con Ian Sherwood e Hudson Swan)
- 1994 - Just for Seumas
- 1997 - The Circular Breath
- 2003 - Thunderstruck